# Arc Hel·lènic

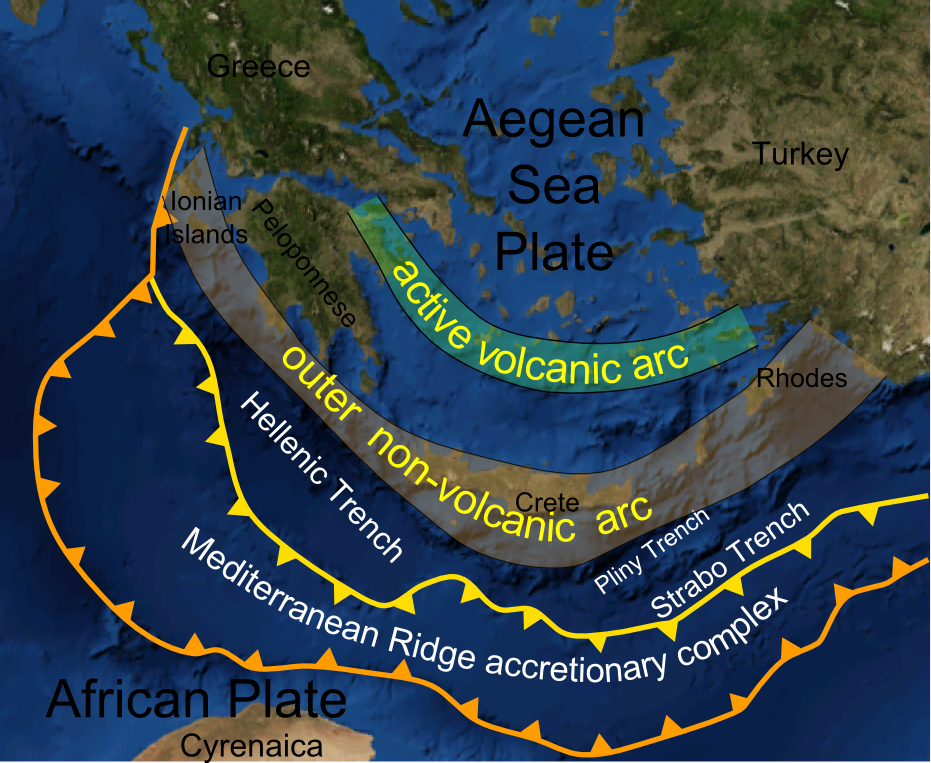
Mapa de l'Arc Hel·lènic i els seus elements

L'Arc Hel·lènic o Arc Egeu és una característica tectònica arcuada del Mar Mediterrani oriental relacionada amb la subducció de la Placa Africana per sota de la Placa del Mar Egeu. Consta d'una fossa oceànica, la Fossa Hel·lènica, en el seu costat exterior; dos arcs un d'ells, exterior, no volcànic i l'altre, interior, que és volcànic, l'Arc Volcànic del Sud de l'Egeu; i un mar marginal en el seu costat interior.
L'Arc Hel·lènic s'estén des de les Illes Jòniques a l'oest fins a l'est de l'illa de Rodes on es troba amb l'Arc de Xipre.

## Sismicitat
L'Arc Hel·lènic és una de les zones amb més sismicitat activa d'Euràsia occidental. Regularment ha estat escenari de terratrèmols de nivell 7 en l'escala de Richter i de nivell 8 o més com els terratrèmols de Creta de l'any 365 i de l'any 1303.